# День Нового года
День Но́вого го́да — праздник, отмечаемый в большинстве стран мира 1 января, в первый день года по современному григорианскому календарю. 1 января также является днём Нового года по юлианскому календарю, но это не тот же день, что по григорианскому. В то время как большинство солнечных календарей (таких как григорианский и юлианский) регулярно начинают год в день северного зимнего солнцестояния или в ближайшие к нему дни, культуры, которые соблюдают лунно-солнечный или лунный календарь, празднуют свой Новый год (например, китайский Новый год и мусульманский Новый год) в не столь определённые дни относительно солнечного года.
В дохристианском Риме по юлианскому календарю этот день был посвящен Янусу, богу всех начинаний и дверей, в честь которого также назван месяц январь. С римских времён до середины XVIII века Новый год отмечался на разных этапах и в разных частях христианской Европы 25 декабря, 1 марта, 25 марта и в переходящий праздник Пасхи.
В настоящее время, когда большинство стран используют григорианский календарь, 1 января по этому календарю является одним из самых отмечаемых государственных праздников в мире. Он часто отмечается фейерверками в полночь сразу после наступления Нового года. Другие мировые новогодние традиции включают в себя новогодние обещания, звонки друзьям и родственникам.

## История
Древний вавилонский календарь был лунно-солнечным, и примерно в 2000 году до н. э. по нему начали отмечать весенний праздник и Новый год в течение месяца нисан, примерно во время мартовского равноденствия. Ранний римский календарь определял 1 марта как первый день года. В календаре было всего 10 месяцев, начиная с марта. То, что новый год когда-то начинался с марта, до сих пор отражено в некоторых названиях месяцев на разных языках. Римская мифология обычно приписывает второму царю Нуме Помпилию установление двух новых месяцев — януария и февраля. Изначально они наступали в конце года, но в какой-то момент вместо этого стали считаться первыми двумя месяцами.
Январские календы (лат. Kalendae Ianuariae), начало января, начали отмечаться как Новый год в какой-то момент после того, как в 153 году до н. э. они стали днём инаугурации новых консулов. Римляне издавна датировали свои годы по этим консульствам, а не последовательно, и введение январских календ для начала нового года согласовало эту датировку. Тем не менее, частные и религиозные празднования мартовского Нового года продолжались в течение некоторого времени, и нет единого мнения по вопросу о сроках нового статуса 1 января. Однако, как только наступал новый год, это становилось временем семейных встреч и торжеств. Серия катастроф, в частности неудавшееся восстание Марка Эмилия Лепида в 78 году до н. э., породила суеверие против того, чтобы рыночные дни в Риме приходились на январские календы, и понтифики использовали интеркаляцию, чтобы избежать этого.

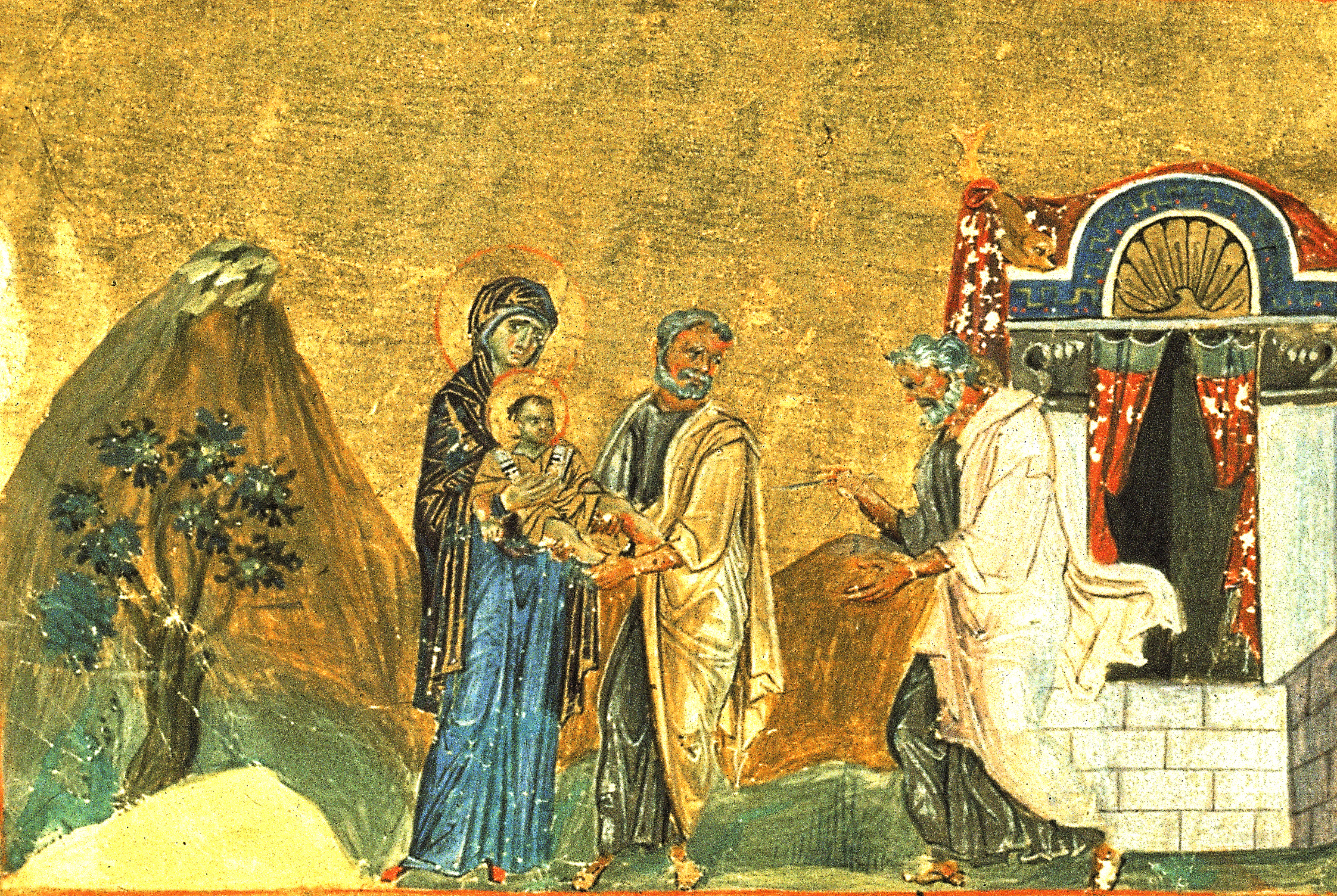
В христианском мире 1 января традиционно отмечается праздник Обрезания Господне

Юлианский календарь, предложенный Юлием Цезарем в 46 году до н. э., был реформой римского календаря. Он вступил в силу 1 января 45 года до н. э. соответствующим указом. Календарь стал преобладающим в Римской империи, а затем и в большей части западного мира на протяжении более 1600 лет. Именно по римскому календарю год начинался 1 января. Однако даже после того, как местные календари были приведены в соответствие с юлианским календарем, они начинали новый год в разные даты. Александрийский календарь в Египте начинался 29 августа. Несколько местных провинциальных календарей были приведены в соответствие с днем рождения императора Августа, 23 сентября. Индиктион привёл к тому, что византийский год, в котором использовался юлианский календарь, начинался 1 сентября; эта дата до сих пор используется в Восточной православной церкви для начала литургического года.
В разное время и в разных местах по всей средневековой христианской Европе новый год отмечался 25 декабря в честь рождения Иисуса; 1 марта по старому римскому стилю; 25 марта в честь Дня леди (Благовещеньев день, дата зачатия Иисуса); и в великий праздник Пасхи.
Как дата в христианском календаре, Новый год литургически отмечался как праздник наречения имени и обрезания Иисуса, который до сих пор отмечается как таковой в англиканской церкви, лютеранской церкви, Восточной православной церкви и в традиционном католицизме, теми, кто сохраняет использование Общего римского календаря 1960 года. Основная Римско-католическая церковь празднует в этот день Торжество Пресвятой Богородицы.
Среди язычников Фландрии и Нидерландов VII века существовал обычай обмениваться подарками в день зимнего солнцестояния. Этот обычай был осуждён святым Элигием (умер в 659 или 660 году). Обычай обмена новогодними подарками в христианском контексте восходит к библейским волхвам, которые дарили подарки Младенцу Христу. В Англии времён Тюдоров 1 января (как праздник Обрезания, а не Новый год), наряду с Рождеством и Двенадцатой ночью, отмечался как один из трёх главных праздников среди двенадцати дней рождественской недели.
До 1752 года (за исключением Шотландии) Королевство Великобритания и её империя в то время сохраняли 25 марта в качестве официального начала года, однако неофициальное использование 1 января стало обычным явлением. С Актом 1750 года Британия и империя официально приняли 1 января в качестве Нового года и тем же актом также отказались от юлианского календаря. Закон вступил в силу «после последнего указанного дня декабря 1751 года».
К 1750 году Британии также потребовалось скорректировать разницу в одиннадцать дней между старым юлианским и более новым и точным григорианским календарями. Существовало некоторое религиозное несогласие по поводу переноса праздничных дней, особенно Рождества, и некоторые общины в большей или меньшей степени продолжали старое исчисление. 1800 и 1900 годы были високосными по юлианскому календарю, но не по григорианскому, поэтому разница увеличилась до двенадцати, а затем и до тринадцати дней. 2000 год был високосным в обоих календарях. В долине Гваун в Уэльсе новый год празднуется 13 января, всё ещё основываясь на разнице в календарях XIX века. Фула на Шетландских островах празднует Йоль 6 января и Новый год 13 января. Опять же, обе даты отражают отсчёт XIX века и не были перенесены в 1900 году.
Большинство стран Европы и их колоний официально приняли 1 января в качестве Нового года несколько раньше, чем они приняли григорианский календарь. Франция перешла на 1 января с 1564 года, бо́льшая часть Германии сделала это с 1544 года, Италия (не будучи объединённой) сделала это в разные даты, Испания и Португалия с 1556 года, Швеция, Норвегия и Дания с 1599 года, Шотландия с 1600 года и Россия с 1725 года. Англия, Уэльс, Ирландия и британские американские колонии сделали это с 1752 года.
На различных этапах в течение первой половины XIX века все страны Восточного христианского мира приняли григорианский календарь в качестве своего гражданского календаря, но продолжали и продолжают в наше время использовать юлианский календарь в церковных целях.

## Прочие празднования 1 января
Восточная православная церковь, Англиканская церковь и Лютеранская церковь отмечают праздник Обрезания Господне 1 января, основываясь на убеждении, что если бы Иисус родился 25 декабря, то, согласно еврейской традиции, его обрезание произошло бы на восьмой день его жизни (1 января). Римско-католическая церковь празднует в этот день Торжество Пресвятой Богородицы, которое является священным днём обязательств. Таким образом, день Нового года — также священный день обязательств в католической церкви. Это праздничные даты, которые являются временем для молитв и воздержания от работы. Однако, если Новый год выпадает на субботу или понедельник, обязанность присутствовать на мессе отменяется.

## Комментарии
1. ↑  Шотландия уже приняла празднование 1 января в 1600 году.
2. ↑  См., например, запись в Дневнике Сэмюэля Пипса от 31 декабря 1661 года.